# Yana Borodina
Yana Borodina (née le 21 avril 1992) est une athlète russe, spécialiste du triple saut.

## Biographie
Elle remporte les Championnats du monde cadets de 2009, à Bressanone, avec un saut à 13,63 m. En 2011, à Tallinn, elle devient championne d'Europe junior avec la marque de 14,00 m.
Quelques jours après avoir porté son record personnel à 14,41 m à Sotchi, Yana Borodina dispute sa première compétition internationale senior à l'occasion des Championnats d'Europe d'Helsinki. Elle y remporte la médaille de bronze du concours du triple saut avec un saut à 14,36 m, devancée finalement par l'Ukrainienne Olha Saladukha (14,99 m) et la Portugaise Patricia Mamona (14,52 m).

### Palmarès
| Date | Compétition                   | Lieu       | Résultat | Performance |
| ---- | ----------------------------- | ---------- | -------- | ----------- |
| 2009 | Championnats du monde cadets  | Bressanone | 1re      | 13,63 m     |
| 2011 | Championnats d'Europe juniors | Tallinn    | 1re      | 14,00 m     |
| 2012 | Championnats d'Europe         | Helsinki   | 3e       | 14,36 m     |

### Records
| Épreuve     | Performance | Lieu   | Date        |
| ----------- | ----------- | ------ | ----------- |
| Triple saut | 14,41 m     | Sotchi | 27 mai 2012 |